# Østre Fredrikstad Kirche

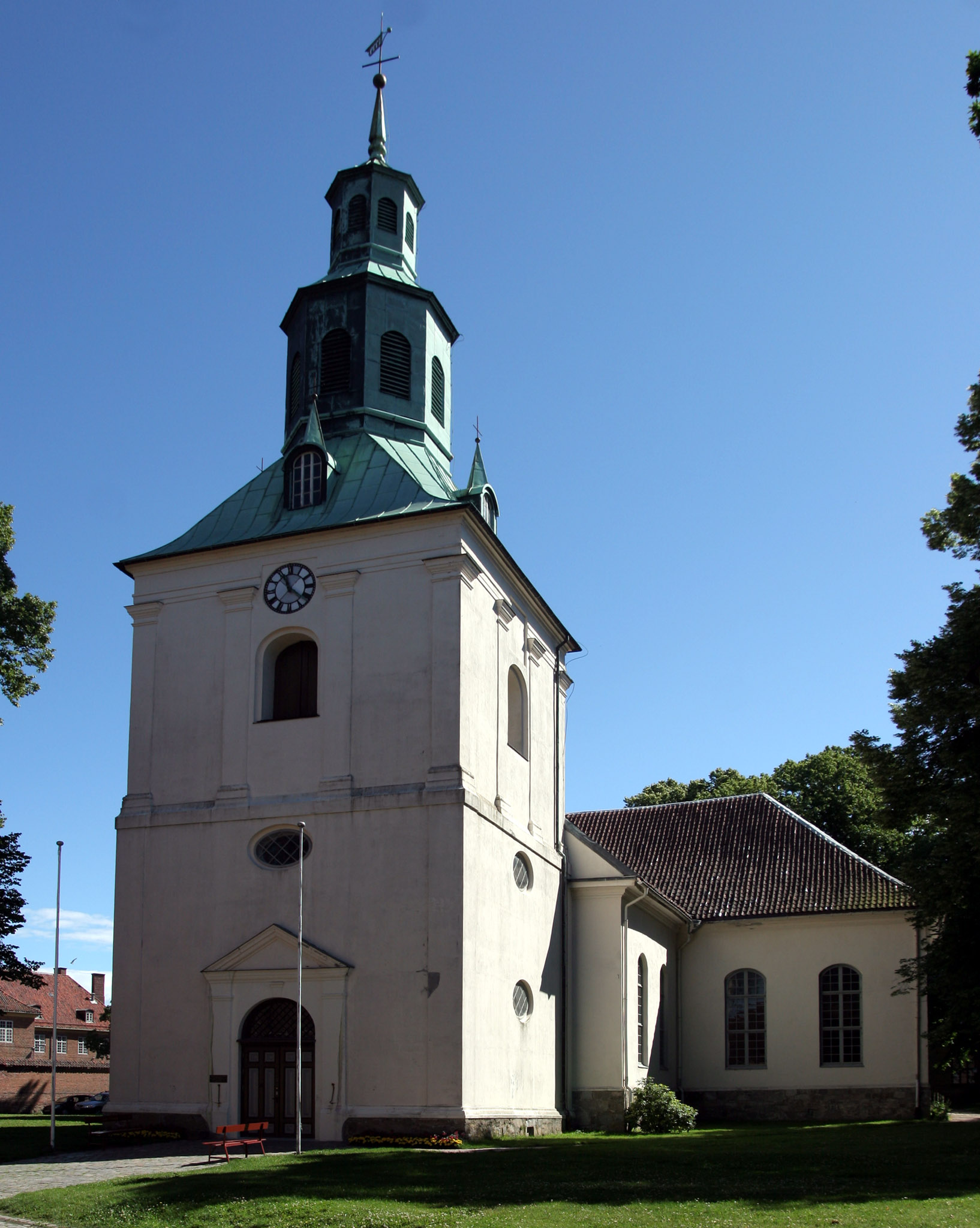
Die Østre Fredrikstad Kirche

Die Østre Fredrikstad Kirche (norwegisch Østre Fredrikstad kirke) befindet sich in Fredrikstad, Provinz Østfold/Norwegen.
Die Kirche befindet sich zentral in der Altstadt (Gamlebyen) von Fredrikstad. Mit dem Steinbau wurde nach dem großen Brand von 1764, bei dem nahezu alle Häuser der Stadt zerstört wurden, begonnen. Am 22. September 1779 wurde die Kirche, welche das Zentrum der östlichen Kirchengemeinde Fredrikstad mit etwa 7000 Mitgliedern bildet, geweiht. Baumeister war Christian Ludvig Clementz (1724–1800). Die Østre Fredrikstad Kirche ist das siebte Kirchengebäude, das sich an dieser Stelle befindet. Der erste Bau datiert auf das Jahr 1567. Er brannte ebenso wie die fünf folgenden Bauten nieder.
Der 1779 fertiggestellte Steinbau hat 650 Sitzplätze. Sie hat eine Länge von 40,5 und eine Breite von 30,5 m. Der Turm hat mit Spitze eine Höhe von 41 m. Die Altartafel mit der Darstellung des letzten Abendmahls stammt von J. S. Brøgger (1747–1793) aus dem Jahr 1779.